# Devil Side
Devil Side è un singolo della cantante britannica Foxes, pubblicato il 26 dicembre 2015 come sesto estratto dal secondo album in studio All I Need.

## Descrizione
Devil Side è stata scritta da Foxes e Dan Wilson, prodotta in chiave di Fa diesis maggiore da quest'ultimo con l'aiuto di Felix Snow e mixato da Mark Ralph.

## Accoglienza
Accolto molto positivamente il brano riscosse subito un discreto successo diventando uno dei brani più popolari di Foxes.

## Tracce
1. Devil Side – 3:59